# Seznam předsedů vlád Tibetu
Sikjong (Tibetsky: སྲིད་སྐྱོང༌, překládán jako politický lídr či sekulární vládce, označovaný také jako předseda či prezident) je hlavou tibetské exilové správy a předsedou její vlády.

## Historie
Pozice předsedy vlády byla v Tibetu zřízena na počátku 20. století a byla označována jako Kalon Tripa (Tibetsky: བཀའ་བློན་). Kalon byl původně jmenován dalajlámou - monarchou v pozici hlavy státu a později exilového zřízení. O téměř století později byla zavedena přímá volba - první volby se konaly 5. září 2001. Poté co se dalajláma 8. srpna 2011 vzdal svých politických funkcí se Kalön Tripa stal současně hlavou státu a hlavou vlády. S účinností od 20. září 2012 byla tato pozice přejmenována na Sikjong.

## Seznam

### Kalon Tripa
| Portrét                                     | Jméno                             | Ve funkci                     | Hlava státu                                 | Státní útvar    |
| ------------------------------------------- | --------------------------------- | ----------------------------- | ------------------------------------------- | --------------- |
|                                             | Tsarong Wangchuk Gyalpo           | 1903 - 1912                   | 13. dalajláma (od 1879)                     | Nezávislý Tibet |
|                                             | Chankhyim Trekhang Thupten Shakya | 1907 - 1920                   | 13. dalajláma (od 1879)                     | Nezávislý Tibet |
|                                             | Paljor Dorje Shatra               | 1907 - 1923                   | 13. dalajláma (od 1879)                     | Nezávislý Tibet |
|                                             | Sholkhang Dhondup Phuntsog        | 1907 - 1926                   | 13. dalajláma (od 1879)                     | Nezávislý Tibet |
|                                             | Langdun                           | 1926 - 1940                   | 13. dalajláma (do 1933)                     | Nezávislý Tibet |
| Jamphel Yeshe Gyaltsen (regent) (1934-1941) | Langdun                           | 1926 - 1940                   |                                             | Nezávislý Tibet |
|                                             | ?                                 | 1940 - 1950                   | Ngawang Sungrab Thutob (regent) (1941-1950) | Nezávislý Tibet |
|                                             | Lobsang Tashi                     | 1950 - 27. dubna 1952         | 14. dalajláma (1950-2011)                   | Nezávislý Tibet |
|                                             | Lukhangwa                         | 1950 - 27. dubna 1952         | 14. dalajláma (1950-2011)                   | Exilová vláda   |
|                                             | Jangsa Tsangy                     | 1959 - 1960                   | 14. dalajláma (1950-2011)                   | Exilová vláda   |
|                                             | Surkhang Wangchen Gelek           | 1960 - 1964                   | 14. dalajláma (1950-2011)                   | Exilová vláda   |
|                                             | Gyurme Sonam Topgyal              | 1965 - 1967                   | 14. dalajláma (1950-2011)                   | Exilová vláda   |
|                                             | ?                                 | 1967-1970                     | 14. dalajláma (1950-2011)                   | Exilová vláda   |
|                                             | Garang Lobsang Rigzin             | 1970 - 1975                   | 14. dalajláma (1950-2011)                   | Exilová vláda   |
|                                             | Kunling Woeser Gyaltsen           | 1975 - 1980                   | 14. dalajláma (1950-2011)                   | Exilová vláda   |
|                                             | Wangdue Dorjee                    | 1980 - 1985                   | 14. dalajláma (1950-2011)                   | Exilová vláda   |
|                                             | Juchen Thupten Namgyal            | 1985 - 1990                   | 14. dalajláma (1950-2011)                   | Exilová vláda   |
|                                             | Kalsang Yeshi                     | 1990 - 1991                   | 14. dalajláma (1950-2011)                   | Exilová vláda   |
|                                             | Gyalo Thondup                     | 1991 - 1993                   | 14. dalajláma (1950-2011)                   | Exilová vláda   |
|                                             | Tenzin Tethong                    | 1993 - 1996                   | 14. dalajláma (1950-2011)                   | Exilová vláda   |
|                                             | Sonam Topgyal                     | 1997 - 5. září 2001           | 14. dalajláma (1950-2011)                   | Exilová vláda   |
|                                             | Lobsang Tenzin                    | 5. září 2001 - 8. srpna 2011  | 14. dalajláma (1950-2011)                   | Exilová vláda   |
|                                             | Lozang Sanggjä                    | 8. srpna 2011 - 20. září 2012 | on sám (od 2011)                            | Exilová vláda   |

### Sikjong
| Portrét | Jméno          | Ve funkci                       |
| ------- | -------------- | ------------------------------- |
|         | Lozang Sanggjä | 20. září 2012 - 21. května 2021 |
|         | Penpa Tsering  | od 21. května 2021              |